# 望月誠人
望月 誠人（もちづき まさと、1965年4月23日 - 2011年9月6日）は、静岡県静岡市清水区出身のフリーのトロンボーン奏者、アレンジャー、音楽監督で、武蔵野音楽大学卒業。
身長170cm。血液型O型。愛称は｢ヅッキー｣(zuckey)。

## 略歴
中学よりブラスバンド部でトロンボーンを始め、1981年、東海大学第一高等学校（現東海大学付属静岡翔洋高等学校）に入学。高校時代も、そのままブラスバンドに在籍し、在学中には全国大会にも出場する。
オーケストラプレイヤーを目指し、1984年、武蔵野音楽大学に入学。在学中、学園祭でのジャズバンドの手伝いをきっかけに、ジャズやポップスに興味を示し始める。
1988年に武蔵野音楽大学卒業。卒業と同時に近藤真彦のバックバンドに参加し、同時に都内私立中学校の音楽非常勤講師も1年間務める。
その後、様々なアーティストのサポート活動が主となるが、近藤真彦や少年隊のツアーをきっかけに、ジャニーズアーティストのサポートが主流となる。
2000年頃から、彼のリーダーブラスセクション「Zuckey Horns」で、赤坂晃、20th Century、V6、TOKIO、嵐などのサポートも務め、ツアー用のブラスアレンジは彼の手によるものである。
もともと作曲やアレンジには興味はあったが、CD等の出版物の作品は少ない。
TOKIO、KinKi Kids、嵐のコンサートに於いてはストリングスのアレンジも担当している他、マニピュレーター（打ち込み）等の仕事もしている。
2005年のV6コンサートと2006年の松浦亜弥コンサート、2009年の20th Centuryコンサートでは、バンドマスターと音楽監督を担当している。
2010年の近藤真彦30周年コンサートの日本武道館と梅田芸術劇場では、5リズム+Perc、8Strings、3Chorus、10Brassの27人編成バンドのアレンジ、バンドマスターと指揮者を務める。
2011年9月6日、劇症肝炎にて他界。享年46。

## 演奏活動
- 1988年：近藤真彦、PEARLコンサートツアー
- 1989年：近藤真彦、渡辺貞夫コンサートツアー
- 1990年：近藤真彦ディナーショー、少年隊コンサートツアー
- 1991年：草尾毅コンサートツアー
- 1992年：近藤真彦、爆風スランプ、中條かな子、織田哲郎コンサートツアー
- 1993年：松岡直也コンサートツアー
- 1994年：松岡直也、福山雅治、矢沢永吉コンサートツアー
- 1995年：「タモリの音楽は世界だ!」にレギュラー出演。松岡直也、矢沢永吉コンサートツアー
- 1996年：金山徹と共に「K's Jam」を結成。松岡直也、西田ひかる、THE BOOMコンサートツアー
- 1997年：松岡直也、THE BOOMコンサートツアー
- 1998年：松岡直也コンサートツアー
- 1999年：米倉利紀、Tinaコンサートツアー。佐藤アツヒロ&山本淳一ディナーショー
- 2000年：米倉利紀、小柳ゆきコンサートツアー。佐藤アツヒロ&山本淳一ディナーショー
- 2001年：米倉利紀コンサートツアー、赤坂晃ディナーショー
- 2002年：米倉利紀コンサートツアー、赤坂晃ディナーショー
- 2003年：20th Centuryコンサートツアー
- 2004年：TOKIO、川口大輔コンサートツアー。東京ディズニーシー
- 2005年：TOKIO、V6（バンドマスター）、小林旭コンサートツアー
- 2006年：TOKIO、近藤真彦、松浦亜弥（バンドマスター）、コンサートツアー
- 2007年：近藤真彦、小金沢昇司コンサートツアー
- 2008年：TOKIO、近藤真彦、20th Century、嵐、EXILEコンサートツアー。ミュージカル「イーストウィックの魔女たち」、ミュージカル「グレート・ギャツビー」
- 2009年：20th Century（バンドマスター）、郷ひろみコンサートツアー、嵐、近藤真彦ディナーショー
- 2010年：近藤真彦30周年記念コンサート（バンドマスターと指揮者）、嵐（バンドマスター）、郷ひろみコンサートツアー、近藤真彦ディナーショー。ミュージカル「虞美人」
- 2011年：TOKIOコンサートツアー＋PLUS＋

## アレンジ活動
- 1990年：近藤真彦コンサートツアー（ブラスアレンジ）
- 1991年：オペラ「チャルダッシュの女王」（オーケストラアレンジ）
- 1992年：近藤真彦、中條かな子コンサートツアー/（ブラスアレンジ）
- 1993年：光GENJIコンサートツアー/（アレンジ & マニピュレーター）
- 1994年：「五星戦隊ダイレンジャー」ヒット曲集、光GENJIコンサートツアー/（アレンジ & マニピュレーター）
- 1995年：「三國志英傑伝」/（作曲 & マニピュレーター）
- 1996年：TBSドラマ「ひとりっこ同志」/（マニピュレーター）
- 1998年：「長崎ハウステンボス」クリスマスカーニバル/（マニピュレーター）
- 1999年：Tinaコンサート。佐藤アツヒロ&山本淳一ディナーショー/（ブラスアレンジ）
- 2000年：佐藤アツヒロ&山本淳一ディナーショー/（アレンジ & マニピュレーター）
- 2001年：赤坂晃ディナーショー/（ブラスアレンジ）
- 2002年：「小金沢昇司」15周年記念コンサート、赤坂晃ディナーショー/（ブラスアレンジ）
- 2003年：20th Centuryコンサートツアー/（ブラスアレンジ）
- 2004年：TOKIO、KinKi Kidsコンサートツアー/（ブラス & ストリングスアレンジ）
- 2005年：TOKIOコンサートツアー/（ブラス & ストリングスアレンジ）。V6コンサートツアー/（アレンジ & バンドマスター）。KinKi Kidsコンサートツアー/（ストリングスアレンジ）
- 2006年：TOKIO、近藤真彦コンサートツアー/（ブラス & ストリングスアレンジ）。松浦亜弥コンサートツアー/（アレンジ & バンドマスター）。松浦亜弥ディナーショー/（アレンジ & 音楽監督）
- 2007年：近藤真彦コンサートツアー/（ブラス & ストリングスアレンジ）。小金沢昇司コンサート/（ブラスアレンジ）。KinKi Kidsコンサートツアー/（ストリングスアレンジ）
- 2008年：TOKIO、近藤真彦、嵐コンサートツアー/（ブラス & ストリングスアレンジ）。20th Centuryコンサートツアー/（アレンジ）
- 2009年：20th Centuryコンサートツアー/（アレンジ & バンドマスター）、嵐コンサートツアー/（アレンジ）、近藤真彦ディナーショー
- 2010年：近藤真彦30周年記念コンサート/（アレンジ & バンドマスター）、嵐コンサートツアー/（アレンジ & バンドマスター）、近藤真彦ディナーショー